# Uribarri-Kuartango
Pour les articles homonymes, voir Uribarri.
Uribarri-Kuartango en basque (Uribarri signifie « nouvelle ville ») ou Ullívarri Cuartango  en espagnol, est une commune ou contrée de la municipalité de Kuartango dans la province d'Alava dans la Communauté autonome basque.

## Référence
1. ↑  Officiellement « Uribarri-Kuartango » Euskal Herriko leku 2012-07-25 (Site d'Euskalzaindia ou Académie de la langue basque)